# Nyceryx lemonia
Nyceryx lemonia är en fjärilsart som beskrevs av Gehlen. 1941. Nyceryx lemonia ingår i släktet Nyceryx och familjen svärmare. Inga underarter finns listade i Catalogue of Life.